# Love You to Death (canción de Type O Negative)
«Love You to Death» es una canción de la banda musical estadounidense Type O Negative, incluida en su cuarto álbum de estudio October Rust de 1996. Se publicó como sencillo en noviembre de ese año.

## Tema
«Love You to Death» es una fantasía gótica con un fuerte componente sensual, en cuyas letras se mencionan elementos como un centenar de velas encendidas, lápiz de labios de color negro o vino tinto. La canción principal del sencillo toma prestada una frase de la canción de Pink Floyd «Comfortably Numb» («your lips move but I can’t hear what you’re saying»: mueves tus labios pero no puedo oír lo que dices), que en este caso Peter Steele —compositor del tema y líder de la banda— transforma en «her hips move and I can feel what they’re saying» (ella mueve sus caderas y puedo sentir lo que dicen), en consonancia con el tono sexual de la canción.
El guitarrista Kenny Hickey y el baterista Johnny Kelly han citado a «Love You to Death» como su tema favorito del álbum October Rust. Según Kelly: «Esa canción supuso uno de los grandes momentos de Peter. Tenía un gran estribillo, una melodía alucinante y se desarrollaba bien a lo largo de algunos cambios de tonalidad increíbles. Muchas de nuestras canciones tenían algo que realmente molaba y luego alguna parte horrible, pero aquí no. Para mí, esta fue la canción perfecta de Type O».

## Videoclip
Se publicó un videoclip promocional de la canción con secuencias grabadas en Prospect Park, un parque público de Nueva York situado en el distrito de Brooklyn.

## Canciones del sencillo
1. «Love You to Death (edit)» (versión para radio) — 4:49
2. «Summer Breeze (rejected radio release)» (versión extendida del conocido tema de Seals and Crofts) — 8:27
3. «Love You to Death» (versión completa) — 7:12

## Personal

### Músicos
- Peter Steele – voz, bajo
- Josh Silver – teclados, voz
- Kenny Hickey – guitarras, voz
- Johnny Kelly – baterista

### Producción
- Josh Silver – productor
- Peter Steele – productor
- Mike Marciano – ingeniero de sonido
- George Marino – masterización